# ڛ
ڛ‬ – litera rozszerzonego alfabetu arabskiego, powstała poprzez połączenie arabskiej litery س‬ z trzema kropkami. Wykorzystywana była dawniej w językach: białoruskim, polskim, perskim i dialektach maghrebskich języka arabskiego.

## Wykorzystanie
W dialektach maghrebskich języka arabskiego litera ڛ oznaczała dźwięk [tʃ], tj. spółgłoskę zwarto-szczelinowa zadziąsłową bezdźwięczną.
W stworzonej w 1056 r. kopii Księgi lekarstw w języku perskim (کتاب الابنیه عن حقائق الادویه, Kitāb al-Abnīyat ʿan ḥaqāʾiq al-adwiya), jej autor Abu Mansur Muvaffak Harawi wykorzystał literę ڛ jako wariant rękopiśmienny س w celu odróżnienia jej od ش.
W XVI, XVII i XX wieku litera ڛ była wykorzystywana przez polskich Tatarów do zapisu dźwięku [sʲ] (palatalizowanej spółgłoski szczelinowej dziąsłowej bezdźwięcznej) w różnych rękopisach sporządzanych w języku polskim i białoruskim. 

## Postacie litery
| Postać: | izolowana | końcowa | środkowa | początkowa |
| ------- | --------- | ------- | -------- | ---------- |
| Wygląd: | ڛ‬         | ـڛ‬      | ـڛـ‬      | ڛـ‬         |

## Kodowanie
| Znak                   | ڛ                                        | ڛ                                        |
| ---------------------- | ---------------------------------------- | ---------------------------------------- |
| Nazwa w Unikodzie      | Arabic Letter Seen With Three Dots Below | Arabic Letter Seen With Three Dots Below |
| Kodowanie              | dziesiątkowo                             | szesnastkowo                             |
| Unicode                | 1691                                     | U+069B                                   |
| UTF-8                  | 218 155                                  | da 9b                                    |
| Odwołania znakowe SGML | &#1691;                                  | &#x069B;                                 |